# Friedrich Ferdinand Leopold von Österreich

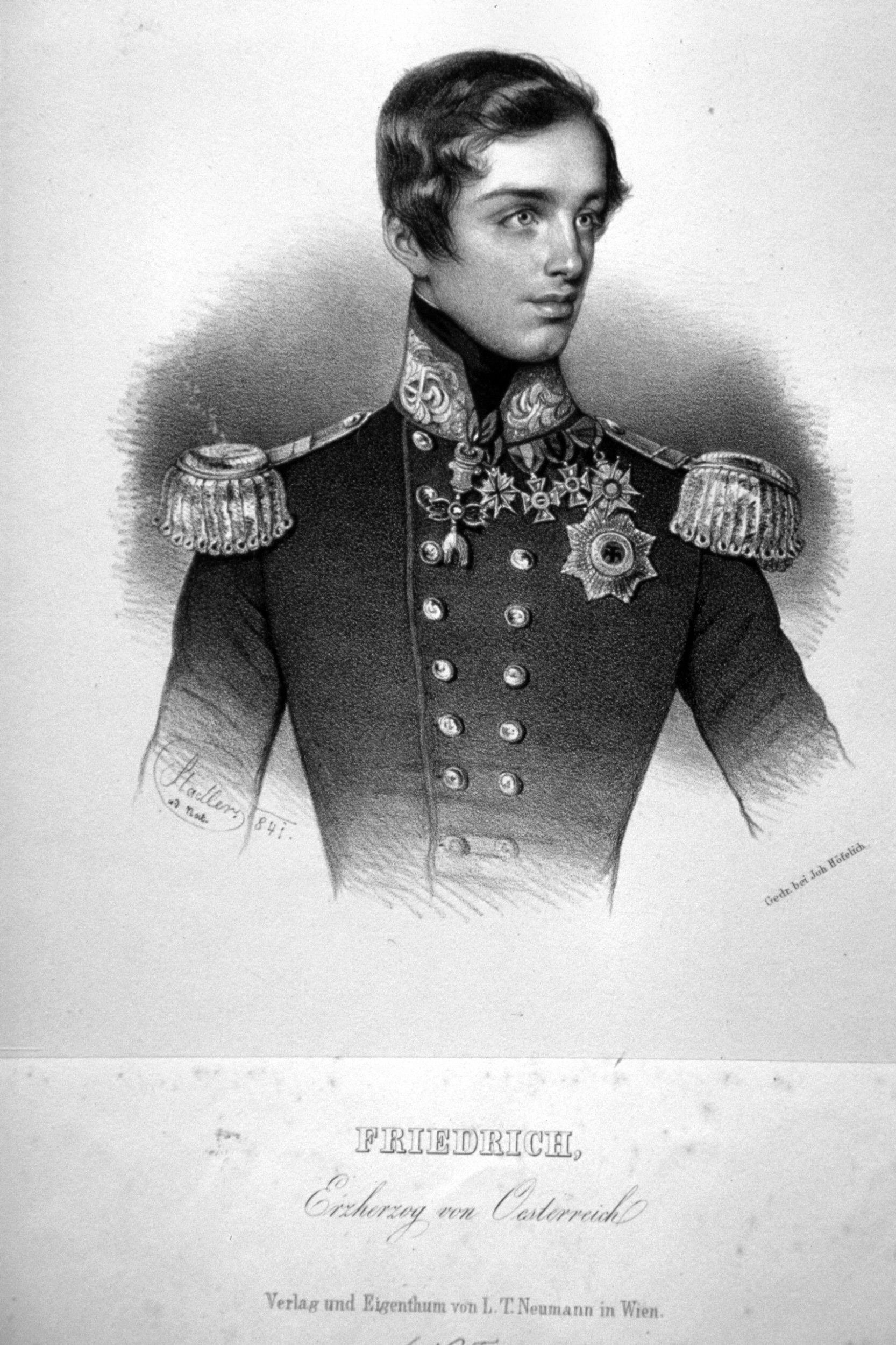
Erzherzog Friedrich Ferdinand Leopold von Österreich, Lithographie von Johann Stadler, 1841

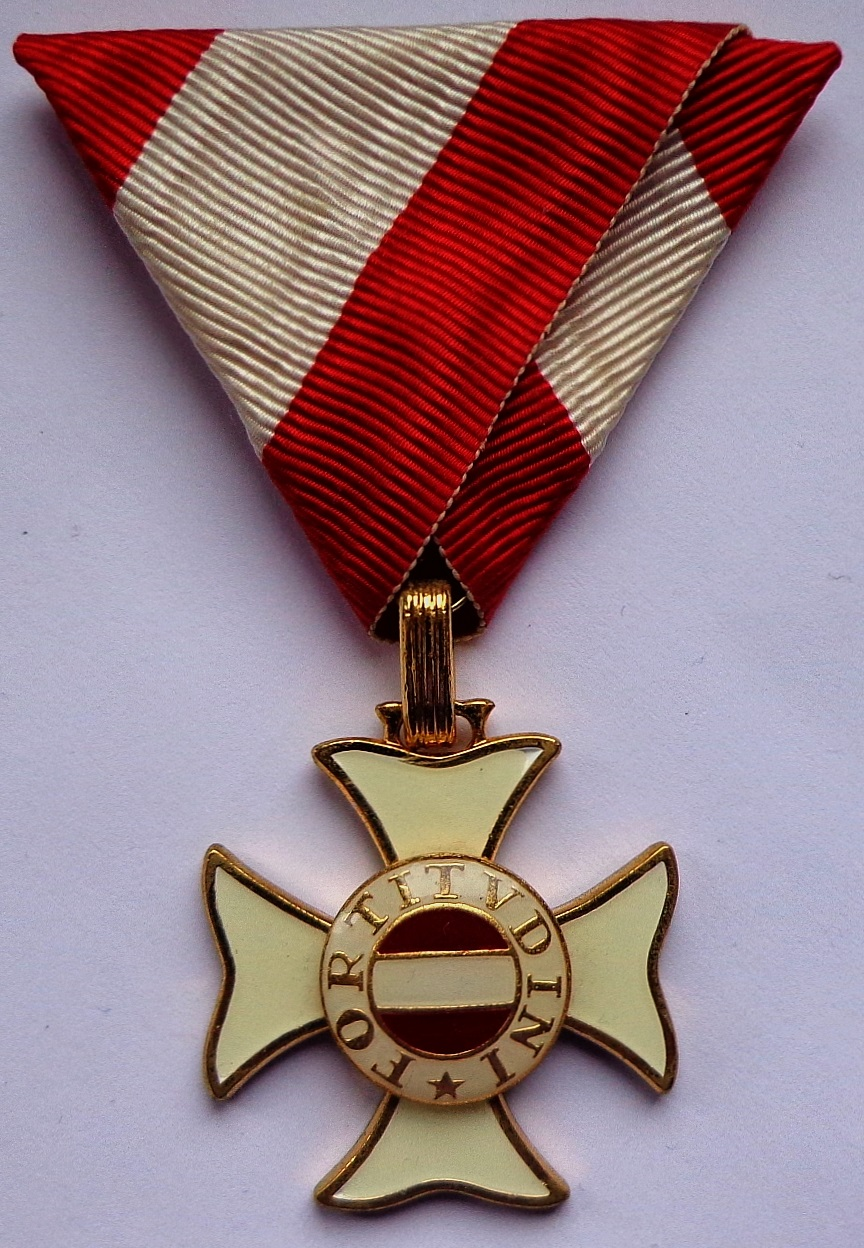
Ritterkreuz des Militär-Maria-Theresien-Ordens

Friedrich Ferdinand Leopold, Erzherzog von Österreich, (* 14. Mai 1821 in Wien; † 5. Oktober 1847 in Venedig) war der dritte Sohn von Erzherzog Karl und Prinzessin Henriette von Nassau-Weilburg. Damit war er väterlicherseits ein Enkel von Kaiser Leopold II.

## Leben
Friedrich genoss eine sehr sorgfältige Erziehung durch hervorragende Lehrer (z. B. Franz Ritter von Hauslab, Wilhelm von Lebzeltern, Philipp Mayer). 1837 widmete er sich nach Eintritt in die Österreichische Marine dem Seedienst und wurde bald Schiffskapitän. 1839 unternahm Erzherzog Friedrich mit Anton von Prokesch-Osten Orientreisen. 1840 zeichnet er sich bei dem syrischen Feldzug der Londoner Allianz (England, Österreich, Russland, Türkei) gegen Muhammad Ali Pascha aus. Am 3. November 1840 nahm der Erzherzog Friedrich den Turm Burǧ al-Chazna der Zitadelle Akko ein und hisste die Flaggen der Alliierten. Bei der Eroberung des Kastells von Sidon (bei Beirut) und bei der Einnahme von Akko erhielt er aufgrund seiner Tapferkeit den Maria Theresia-Orden verliehen. Im Jahr 1842 unternahm er Reisen nach Algerien und England. 1844 wurde er zum Vize-Admiral und Marine-Oberkommandant ernannt. Er legte den Grundstein für zahlreiche Reformen und zur Umgestaltung der damals noch vollständig venezianisch orientierten österreichischen Kriegsmarine. 1845 wurde er feierlich in den Souveränen Malteserorden aufgenommen.
Friedrich starb an den Folgen einer Gelbsucht. In der Kirche San Biagio ist sein Herz bestattet, während sein Leichnam in der Kirche San Giovanni di Malta in Venedig ruht.